# Liste der portugiesischen Botschafter in Israel
Die Liste der portugiesischen Botschafter in Israel listet die Botschafter der Republik Portugal in Israel auf. Die beiden Staaten unterhalten seit dem 12. Mai 1977 direkte diplomatische Beziehungen. Am 5. August 1988 akkreditierte sich als erster portugiesischer Botschafter in Israel der Vertreter Portugals mit Amtssitz in Rom.
Die portugiesische Botschaft in Tel Aviv nahm am 21. Juli 1991 ihre Arbeit auf. Sie liegt in der Daniel Frisch St., Hausnummer 3.
Zudem bestehen in Israel zwei portugiesische Honorarkonsulate, eines in Haifa und eines in Tel Aviv.

## Missionschefs
| Name                                          | Bild | Amtszeit                           | Anmerkungen |
| Israel                                        | Israel | Israel                             | Israel |
| --------------------------------------------- | --- | ---------------------------------- | --- |
| Rui Eduardo Barbosa de Medina                 | | 5. August 1988–?                   | in Israel doppelakkreditierter Botschafter Portugals mit Amtssitz in Rom; erster Botschafter Portugals in Israel |
| João Clara Quintela Paixão                    | | 18. Juli 1991 –28. Februar 1994    | am 29. August 1991 akkreditiert; erster Botschafter Portugals mit Amtssitz Tel Aviv                              |
| Paulo Couto Barbosa                           | | 18. Juli 1994 –21. April 1999      | am 18. August 1994 akkreditiert                                                                                  |
| José Filipe Moraes Cabral                     | | 21. Juni 1999 –29. Juni 2001       | am 6. Oktober 1999 akkreditiert                                                                                  |
| António Manuel Moreira Tânger Corrêa          | | 2. September 2001 –7. April 2003   | |
| Pedro Nuno de Abreu e Melo Bártolo            | | 28. November 2003 –6. Januar 2007  | |
| Maria Josefina Fronza dos Reis Carvalho       | | 20. Januar 2007 –11. Dezember 2011 | |
| Miguel Maria Simões Coelho de Almeida e Sousa | | 24. Mai 2012 –?2017                | |
| João Bernardo de Oliveira Martins Weinstein   | 29. November 2017: Israels Präsident Rivlin (rechts) nimmt die Akkreditierung des neuen portugiesischen Botschafters João Bernardo Weinstein (links) entgegen. |                                    | am 29. November 2017 akkreditiert                                                                                |